# Breiðöx
El breiðöx (del nórdico antiguo breið, ancho + öx, hacha) era uno de los varios tipos de hacha de guerra utilizados por los vikingos, sobre todo en los siglos X y XI. Otros tipos de hacha de guerra vikingo incluía el skeggöx, bryntröll y el snaghyrnd öx, mencionados en las sagas.
La forma del hacha difería según el uso. El breiðöx se usaba con las dos manos y se consideraba una especialización. En el periodo correspondiente a la batalla de Hastings era un símbolo de distinción de los huscarles anglo-nórdicos y posiblemente se hizo popular por el aumento del uso de las cotas de malla.
Un breiðöx conocido se encuentra depositado en el British Museum, conocido como Hacha de Petersen tipo M, fue encontrado en el Támesis, cerca de Westminster, fechada a finales del siglo X o principios del siglo XI. Existía una variedad de curva asimétrica con una punta alargada para el cuerno superior y más corta en el inferior.
Una teoría de los hallazgos en el Támesis, es que fueran parte del armamento de los vikingos de Olaf Tryggvason durante su ataque a Londres en 1014, aunque la cantidad de piezas encontradas hasta la fecha (siete por lo menos) cada vez toma más fuerza que fueran lanzados al río como parte de un ritual religioso.

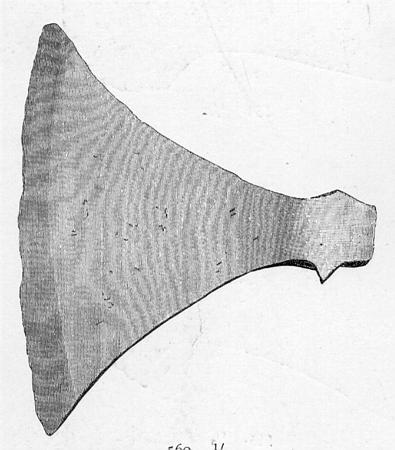
Breiðöx.
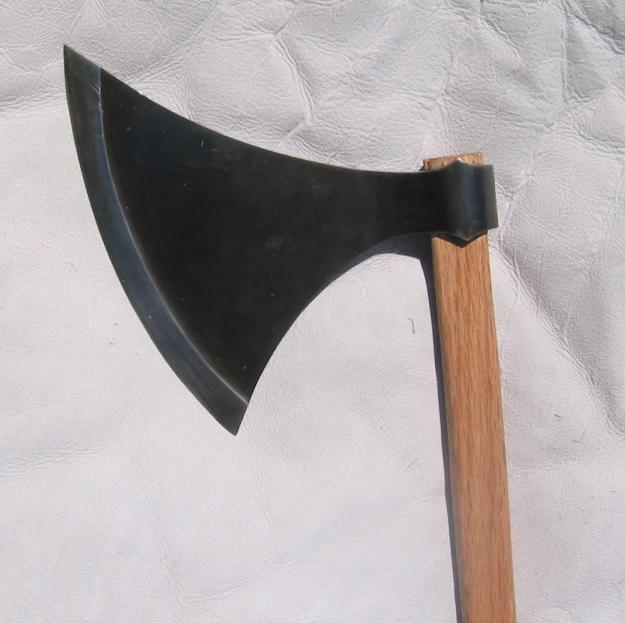
Variedad de Breiðöx de puntas asimétricas.